# Гоцк
Гоцк (бел. Гоцк, также Го́цак, Го́цка (в женском роде)) — агрогородок в Солигорском районе Минской области Беларуси. Административный центр и единственный населённый пункт Гоцкого сельсовета.

## География
Агрогородок находится в 62 км к юго-западу от Солигорска, в 195 км от Минска, в 62 км от железнодорожной станции Солигорск.

## История
В 1940—1954 годах деревня Гоцк находилась в составе Гоцкого сельсовета Лунинецкого района Пинской области.
26 апреля 1956 года деревня была передана из Лугского сельсовета Лунинецкого района Брестской области в состав Хоростовского сельсовета Ленинского района Брестской области.
В 1960 году в связи с упразднением Ленинского района деревня вместе с Хоростовским сельсоветом перешла в состав Старобинского района Минской области.
В 1963—1965 годах деревня находилась в составе Лунинецкого района Брестской области, после чего перешла в состав Солигорского района Минской области.
С 23 марта 1987 года Гоцк входит в состав вновь созданного Гоцкого сельсовета и является его административным центром.
6 марта 2008 года деревня Гоцк преобразована в агрогородок.

## Население

### Численность
- 2025 год — 1 123 жителей

### Динамика
- 1996 год — 2335 жителей, 618 дворов[5]
- 1999 год — 2069 жителей
- 2009 год — 1649 жителей
- 2019 год — 1093 жителей[2]

## Инфраструктура
В агрогородке работают лесничество, средняя школа, дом культуры, библиотека, амбулатория, комбинат бытового обслуживания, отделение связи.

## Достопримечательности
- Церковь Святой Параскевы Пятницы[бел.] (предположительно 1840 года постройки). Перевезена из деревни Брянчицы, где в 1930-е годы была приспособлена под клуб.